# Leigh Davids
Leigh Davids (25. März 1979 in Kapstadt – 27. Februar 2019 ebenda) war eine südafrikanische Aktivistin, die sich vor allem für die Rechte von schwarzen Transgenderpersonen in der Sexindustrie einsetzte. Sie war selbst eine trans Frau und bis zu ihrem Tod als Sexarbeiterin tätig.

## Leben und Wirken
Leigh Davids stammte aus einer islamischen Familie; ihr Vater war ein Imam. Ihren Aussagen nach stellte diese religiöse Orientierung ihrer Familie sie in Kindheit und Jugend vor besondere Herausforderungen. Seit dem Alter von fünf Jahren wollte sie ihren Aussagen zufolge ein Mädchen sein. Die Familie akzeptierte nicht, dass Leigh Davids eine nicht gesellschaftskonforme Geschlechtsidentität hatte und sie erlebte Ablehnung und Misshandlung innerhalb der Familie. Aus diesem Grund verließ Leigh Davids ihre Familie, als sie 14 Jahre alt war. In der darauf folgenden Phase von Obdachlosigkeit und Armut begann Leigh Davids als Sexarbeiterin Geld zu verdienen. Sie nahm zu dieser Zeit auch Drogen. Leigh Davis betonte mehrfach, dass Sexarbeit für sie eine Möglichkeit zu überleben und Geld zu verdienen war. Sie sprach aber auch darüber, dass die Tätigkeit in diesem Bereich für sie eine Chance bot, ihre Identität als Frau zu bestätigen. Den Begriff Transgender als Beschreibung ihrer eigenen Identität lernte sie eigenen Angaben zufolge erst 2010 kennen.
Im Mai 2009 wurde Leigh Davids positiv auf HIV getestet. Sie erhielt eine Therapie mit antiretroviralen Medikamente, hatte aber zeitweise Probleme diese zu finanzieren.
Leigh Davids arbeitete für mehrere Organisationen im Bereich der Unterstützung von Arbeitenden in der Sexindustrie und von trans Personen, wie etwa SWEAT (Sex Workers Education and Advocacy Taskforce), Gender Dynamix und der Sexual and Reproductive Justice Coalition (SRJC). Darüber hinaus war sie Gründungsmitglied von SistaazHood, der größten Gruppe in Afrika zur Unterstützung von trans Frauen. Für ihre Verdienste um die Organisation des Aktivismus in Südafrika wurde sie von der transfeministischen Organisation Social Health Empowerment (SHE) ausgezeichnet.
Leigh Davids sprach wiederholt auf Konferenzen, so auch als Keynote Speakerin auf der dritten Afrikanischen Transgender Konferenz 2017. Sie hielt dort einen Vortrag mit dem Titel Violent exclusion. Dabei war sie auch dafür bekannt, Tagungen und Konferenzen rund um die Welt zu stören, wenn dort die Rechte von trans Frauen ignoriert, oder trans Frauen fehlrepräsentiert wurden. Sie wies wiederholt deutlich darauf hin, dass gerade solche von Akademikern und Politikern frequentierten Veranstaltungen armen, schwarzen und transgender Personen nicht gerecht werden.
2018 gestaltete der südafrikanische Künstler und Fotograf Robert A. Hamblin eine Ausstellung in der Südafrikanischen Nationalgalerie im Iziko Museum in Kapstadt, die die Person Leigh Davids in den Fokus nahm. Robert A. Hamblin entwickelte die Ausstellung mit dem Titel interseXion über einen Zeitraum von 5 Jahren hinweg; sein Ziel war es farbigen trans Personen in der Sexindustrie mehr Sichtbarkeit zu verleihen. Leigh Davids unterstützte den Künstler auch dabei, andere trans Frauen in der Sexindustrie zu interviewen und zu fotografieren.
Es wird berichtet, Leigh Davids habe 2017 darüber gesprochen, wie unwahrscheinlich es sei, dass eine trans Sexarbeiterin älter als 40 Jahre würde. Leigh Davids starb im Februar 2019 knapp vier Wochen vor ihrem vierzigsten Geburtstag im Brooklyn Chest Hospital in Kapstadt an Komplikationen ihrer AIDS-Erkrankung.
B Camminga widmete 2019 ihr Buch Shifting in the City: Being and Longing in Cape Town Leigh Davids und Stella Nyanzi.